# Dmitry Kostomarov
Dmitri Pavlovich Kostomarov (en ruso: Дмитрий Павлович Костомаров; 23 de marzo de 1929 - 9 de agosto de 2014) fue un matemático soviético y ruso, académico  de la Academia de Ciencias de Rusia, decano de la Facultad de Matemática Computacional y Cibernética de la Universidad Estatal de Moscú (1990-1999), profesor, doctor en ciencias. 

## Biografía
Nació en la familia de un ingeniero, representante de la noble familia de los Kostomarov.
En 1947 ingresó en la Facultad de Ingeniería y Física del Instituto Mecánico de Moscú. En 1948 se trasladó a la Facultad de Física de la Universidad Estatal de Moscú, donde se graduó con honores en 1952.
De 1952 a 1955 estudió en la escuela de posgrado de la Facultad de Física en el Departamento de Matemáticas, donde los líderes científicos eran Yury Rabinovich y Alexander Samarskii. En 1956 defendió su tesis para el grado de Candidato a Ciencias Físicas y Matemáticas, la tesis titulada «On the asymptotic behavior of solutions of systems of linear differential equations in the neighborhood of an irregular singular point».
Desde 1955 enseñó en la Universidad Estatal de Moscú, fue profesor adjunto de matemáticas en la Facultad de Física (1955-1961), profesor adjunto (1961—1971). Desde 1971 — en la Facultad de Matemáticas Computacionales de la Universidad Estatal de Moscú, profesor asociado del Departamento de Matemáticas Computacionales (1971—1972). Doctor en Ciencias Físicas y Matemáticas (1968), tesis: «Ondas Electromagnéticas en Plasma», desde 1972 — Profesor de la Facultad de la CMC, Jefe del Departamento de Automatización de Investigaciones Científicas de la Facultad de la CMC (desde 1988). Decano de la Facultad de Matemática Computacional y Cibernética (1990—1999).

## Intereses científicos
Resultados fundamentales en el campo del modelado matemático en física del plasma, electrodinámica, física nuclear.

## Principales publicaciones científicas
Es autor de 10 monografías y más de 137 artículos de investigación.

## Premios y honores
- Lomonosov Prize of Moscow State University (en ruso: Премии имени М. В. Ломоносова) for achievements in the field of science (1976)
- Honored Worker of Science and Technology of the RSFSR (en ruso: Заслуженный деятель науки и техники РСФСР) (1980)
- USSR State Prize (1981)
- Order of the Red Banner of Labour (1990)
- Lomonosov Prize of Moscow State University (en ruso: Премии имени М. В. Ломоносова) for pedagogical activity (1996)
- Order of Honour (1999)
- Order of Friendship (2005)